# Filip Prokopyszyn
Filip Prokopyszyn (ur. 10 sierpnia 2000 w Zielonej Górze) – polski kolarz specjalizujący się w kolarstwie torowym. Startuje również w kolarstwie szosowym. Medalista mistrzostw Europy i igrzysk europejskich w torowej odmianie kolarstwa.

## Życiorys
Prokopyszyn jest wychowankiem klubu Trasa Zielona Góra, z którego przed sezonem 2019 przeniósł się do Klubu Kolarskiego Tarnovia. W grudniu 2020 podpisał pierwszy zawodowy kontrakt, zostając kolarzem grupy Mazowsze Serce Polski.
W kolarstwie torowym odnosił liczne sukcesy w młodszych kategoriach wiekowych, zdobywając medale mistrzostw świata juniorów oraz mistrzostw Europy juniorów i młodzieżowców. W rywalizacji seniorskiej wielokrotnie stawał na podium mistrzostw Polski. W sezonie 2019 zdobył srebrny medal igrzysk europejskich w scratchu oraz brąz w mistrzostwach Europy w wyścigu eliminacyjnym.
Jego dziadek, Kazimierz Prokopyszyn, jest trenerem kolarskim, który wychował między innymi Zbigniewa Sprucha.

## Osiągnięcia

### Kolarstwo torowe
Opracowano na podstawie:

2017
- 2. miejsce w mistrzostwach Europy juniorów (scratch)
- 2. miejsce w mistrzostwach świata juniorów (scratch)

2018
- 2. miejsce w mistrzostwach świata juniorów (wyścig punktowy)
- 2. miejsce w mistrzostwach świata juniorów (scratch)
- 2. miejsce w mistrzostwach Europy juniorów (scratch)
- 3. miejsce w mistrzostwach Europy juniorów (1000 m)
- 2. miejsce w mistrzostwach Europy juniorów (madison)

2019
- 2. miejsce w igrzyskach europejskich (scratch)
- 3. miejsce w mistrzostwach Europy (wyścig eliminacyjny)

2020
- 3. miejsce w mistrzostwach Europy młodzieżowców (madison)